# مدني نعمون
مدني نعمون (7 مارس 1944 - 15 يوليو 2025)، هو ممثل جزائري معروف بشخصية عاشور العاشر "برهان"، وهو من أبرز وجوه الدراما الجزائرية. حيث بدأ ممارسة المسرح في سن مبكرة، كما أنه التحق بالثورة التحريرية وهو في السابعة عشر من عمره.

## السيرة الذاتية
كان متعطشا للمسرح منذ الصغر، وبدأ بممارسة هذا الفن في سن مبكرة. حيث كان في سن العاشرة، شارك في تقدريم برامج الأطفال على الراديو. بين الدراسات الدرامية والمحاسبة، كان قادرا على الموازنة بينهما جيدا، في حين كرس نفسه تماما لشغفه.انضم للثورة الجزائرية حينما كان في السابعة عشر من عمره، ثم عاد إلى مهنته عند الاستقلال.

## وفاته
توفي يوم الثلاثاء 15 يوليو 2025 عن إحدى وثمانين سنة بعد صراع مع المرض.

## أعمال

### السينما
- فيلم “المفتش الطاهر يجري التحري”، عام 1967،
- فيلم “ليلى والآخرون” عام 1977،
- فيلم “أبواب الصمت” عام 1987،

### التلفاز
| مسلسلات   | مسلسلات              | مسلسلات | مسلسلات |
| السنة     | العنوان              | الدور   | تفاصيل  |
| --------- | -------------------- | ------- | ------- |
| 2006      | أزرع ينبت            |         |         |
| 2006      | الإمتحان الصعب       | عيسى    | دراما   |
| 2008      | عودة جحا             | القاضي  | كوميديا |
| 2016-2017 | السلطان عاشور 10 1&2 | برهان   | كوميديا |

## روابط خارجية
مدني نعمون على موقع IMDb (الإنجليزية)
- مدني نعمون على موقع قاعدة بيانات الأفلام العربية
- مدني نعمون على موقع قاعدة بيانات الفيلم (الإنجليزية)